# 王貽芳
王 貽芳（オウ イホウ、1963年2月20日 - ）は中国の素粒子物理学者。現在中国科学院高エネルギー物理研究所所長。
江蘇省南京市出身。1979年の高校卒業生だが1984年に南京大学物理学部を卒業。1992年にフィレンツェ大学で博士号を取得した後、マサチューセッツ工科大学とスタンフォード大学で研究を行った。2000年に中国に戻った。大亜湾原子炉ニュートリノ実験を主導している。

## 受賞歴
- 2014年、パノフスキー賞（陸錦標と共有）[1]。
- 2016年、ブルーノ・ポンテコルボ賞
- 2016年、基礎物理学ブレイクスルー賞（陸錦標と共同）[2]。
- 2016年、日経アジア賞。